# Pseudohemiculter dispar
 Pseudohemiculter dispar és una espècie de peix cipriniforme de la família dels ciprínids.

## Morfologia
Els mascles poden assolir els 21,5 cm de longitud total.

## Distribució geogràfica
Es troba a la conca del riu Mekong a Laos. També és present al nord del Vietnam i al sud de la Xina.